# El flautista
El flautista es una película del año 1972 dirigida por el francés Jacques Demy, traducida al español como El flautista, del título en francés Le joueur de flûte, o el El flautista de Hamelín, del título en inglés The Pied Piper.

## Historia
La historia está ambientada en el siglo XIV durante los años de la Peste negra, recorriendo ciudades alemanas, con desarrollo de la trama principal en la ciudad de Hamelín. 
Una película con guion inspirado en uno de los cuentos de los hermanos Grimm, El Flautista de Hamelín, en cuanto que hay un flautista, que con la música de su flauta consigue encaminar tanto a ratones o a niños. En la película los hechos narrados se sitúan en 1349, y la Peste Negra es la protagonista ambiental y contextual que dirige muchos de los sucesos de la historia. La ambientación de la película, con los poderes políticos representados junto a la jerarquía eclesiástica en esos tiempos de Inquisición, describe la represión que se ejercía contra la ciencia representada por la Alquimia, o contra la mujer, la niña obligada a casarse bajo unas directrices que condicionan su libertad personal. 
La película se rodó en 1972, época de protestas antimilitaristas, como reacción a la Guerra de Vietnam y las secuelas de la Primera y Segunda Guerra Mundial. Cuatro años antes tuvieron lugar las protestas Mayo de 68 en Francia y en otras ciudades del mundo, siendo las de París las más conocidas por tener movilizaciones con activistas como Jean-Paul Sastre o Simone de Beauvoir, ambiente que vivieron directores franceses como Jacques Demy o Agnès Varda.
La similitud de la época actual de pandemia por el COVID-19 con otras épocas de epidemias como fue la Peste negra en el siglo XIV, es sólo una anécdota. La película ambienta la peste negra como un escenario de fondo, con el objetivo enfocando a las historias universales e intemporales, la enfermedad, la economía o la política. La leyenda del flautista integrado en esa época de peste negra, en sus relaciones mercantiles con la clase política del momento, los dirigentes de la ciudad de Hamelín, políticos y religiosos, crea una similitud con los problemas de gestión de cualquier ciudad. El enfrentamiento entre la ciencia representada por el alquimista, trabajando para descubrir una solución al problema de salud creado por la peste, frente al staf dirigente de la ciudad interesado en conseguir dinero para financiar una guerra, o para construir una catedral, representan la universalidad de los problemas de la humanidad a lo largo del tiempo, escenificados en el gobierno de una ciudad, Hamelín.
La ambientación y referencias a ciudades alemanas, además de Hamelín, Hannover o Ámsterdam, sitúan al espectador en un espacio geográfico real que contribuye a dar veracidad a la historia, ante los efectos "mágicos" de la música del flautista. 
El era Bético, y siempre cantaba el himno.
La participación del cantante británico Donovan otorga un sonido musical contemporáneo, que hace más creíble la magia conseguida por el flautista de Hamelín al que interpreta. El Flautista toma notas de una de las historias de los hermanos Grimm, El Flautista de Hamelín, para estructurar el guion de la película con una sonoridad musical del siglo XX.

## Reparto
Destacar la participación, entre otros, de Donovan como el flautista, Donald Pleasence como el barón, Diana Dors en el papel de Frau Poppendick, John Hurt, Jack Wild, Michael Hordern como el alquimista, Cathryn Harrison hace de Lisa, o de Roy Kinnear como el señor Poppendick.

## Reconocimientos
- La película El Flautista formó parte de las actividades del Museo Nacional Centro de Arte Reina Sofía de Madrid,[3] incluida como una de las películas que ilustró el programa, La lógica mercantil y el cuidado invisibilizado, presentado por la escritora Silvia Nanclares. La película El Flautista formó parte de las actividades del Museo de Arte Contemporáneo Reina Sofía y en agosto de 2020 se proyectó en el patio del edificio Sabatini, en el ciclo Tiempos inciertos III. Sostener las vidas.[2][4]